# Río Yuna
El río Yuna es el segundo río más importante y el más caudaloso de la República Dominicana, con un recorrido total de 210 km. Se extiende desde su nacimiento cerca de la sección La Ensenada perteneciente municipio de Piedra Blanca de la provincia de Monseñor Nouel, hasta su desembocadura en la bahía de Samaná.
La cuenca hidrográfica se extiende por la zona oriental del Valle del Cibao ocupando una superficie de 5498 km². El río Yuna es el río más caudaloso de la República Dominicana.
Es considerado como el segundo río más importante del país, solo detrás del Yaque del Norte, con un recorrido total de 210 kilómetros, que van desde su nacimiento en los Montes Banilejos hasta su desembocadura en la bahía de Samaná.
Su cuenca hidrográfica (la segunda más grande del país) mide 5498 kilómetros cuadrados.
Su paso es a lo largo de toda la zona oriental del fértil Valle del Cibao, considerada como una de las áreas más húmedas del país.

## Afluentes
- Camú
- Masipedro
- Maimón
- Chacuey
- Cuaba
- Blanco
- Tireo
- Yuboa